# Anthomuricea simplex
Anthomuricea simplex är en korallart som beskrevs av Thomas Whitelegge 1897. Anthomuricea simplex ingår i släktet Anthomuricea och familjen Plexauridae. Inga underarter finns listade i Catalogue of Life.